# Eduardo Sojo
Eduardo Sojo, Demócrito (Madrid, c. 1849-Madrid, 1908), fue un dibujante español, que también trabajó en Argentina. Precursor de la caricatura política en este país, fue fundador de dos revistas tituladas Don Quijote, una en Argentina y otra en España. Firmaba con el pseudónimo «Demócrito».

## Carrera profesional

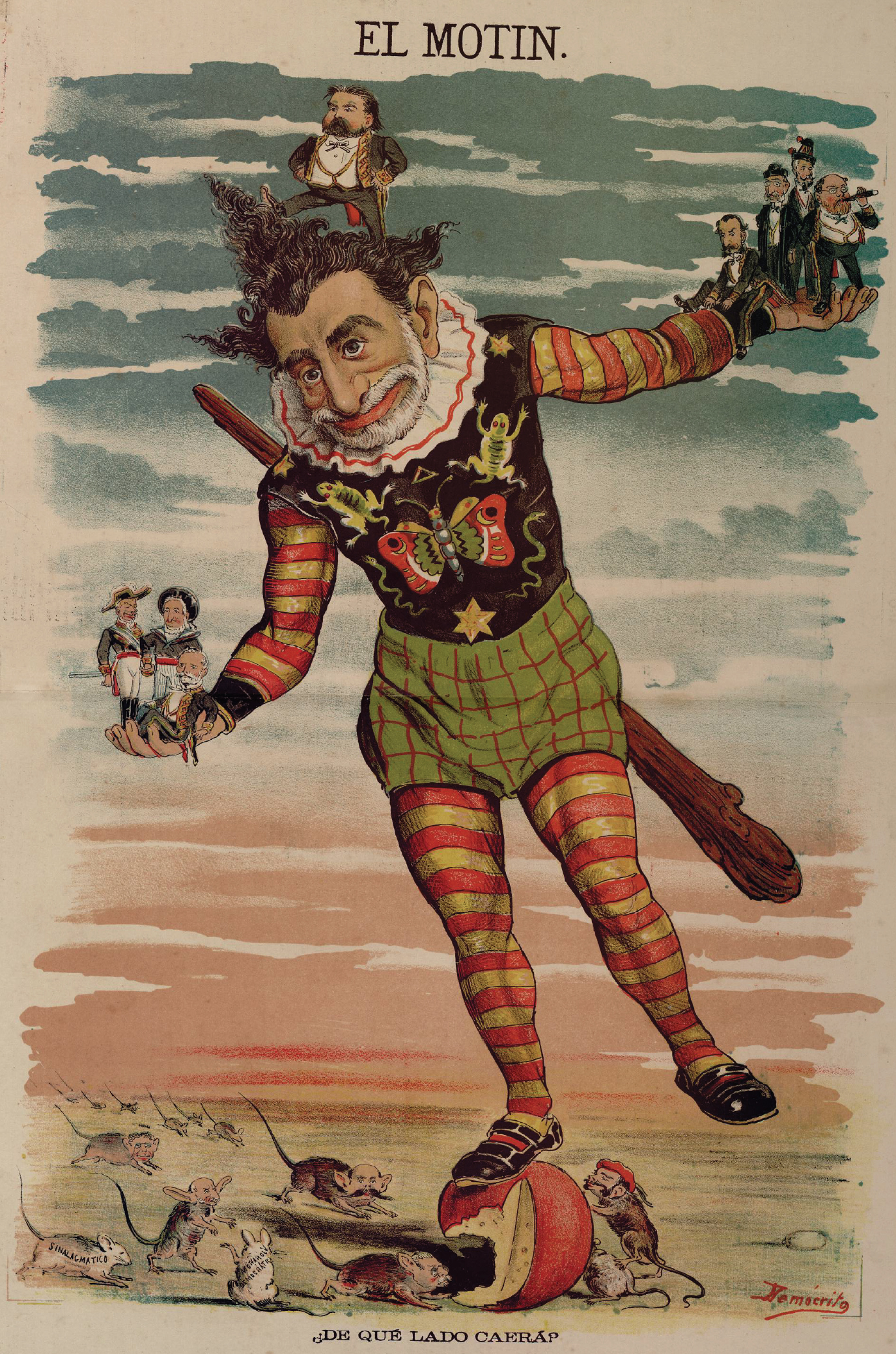
De qué lado caerá, el político progresista español Práxedes Mateo Sagasta (El Motín, agosto de 1881).

Nacido en Madrid en 1848 o 1849 según el autor, Sojo fue testigo de la insurrección del Cantón de Cartagena en 1873. Sojo era de ideología republicana. Durante su periodo en España, Sojo participó activamente como dibujante y caricaturista en publicaciones de Madrid, como El Motín, Madrid Cómico y Gil Blas; además de en El Cantón Murciano y La Broma. Su estilo como dibujante en El Motín ha sido destacado como posible influencia para publicaciones posteriores como La Traca.
Tras emigrar a Argentina en 1883, el 16 de agosto de 1884 publicó en el país hispanoamericano el primer número de la revista Don Quijote, de caricaturas y crítica política, que marcó un hito y saldría hasta 1905. Sojo impuso en Don Quijote una línea editorial donde predominó «un ingenio de cuño netamente hispánico», además de estar muy politizada; esta última una de las causas de la marcha del proyecto de Fray Mocho, que acabaría años más tarde en la publicación rival Caras y Caretas. También participaron en la revista los dibujantes españoles Manuel Mayol «Heráclito» y José María Cao «Demócrito II».
Fue perseguido políticamente a causa de sus duras críticas e ilustraciones, y llegaron a secuestrarle las piedras litográficas del semanario. El segundo número fue editado sin imágenes: en lugar de ellas se hacía una descripción de la figura faltante. A partir del siguiente número, el jefe de policía apareció siempre caricaturizado con una piedra litográfica debajo del brazo.
Hizo famosas caracterizaciones de políticos argentinos en clave de distintos animales, a Miguel Juárez Celman —contra quien dirigió «tremendos ataques»— lo caracterizaba como un «burrito cordobés», mote con el que se sería conocido más adelante, y a Julio A. Roca por ejemplo con un zorro. El militar, político, periodista y escritor Lucio V. Mansilla, tras ser caricaturizado como un carnero, pidió el arresto de Sojo y lo atacó con las siguientes palabras:

Un galleguito, una especie, como diría Sarmiento, de piojo fétido, capaz de envenenar, no con la mordedura, con el simple contacto de sus patas! [...] El que pretende enlodarnos es un galleguito infame, que paga de esta manera la hospitalidad que recibe [...] El galleguito Sojo a cualquier casa a cualquier parte que vaya, siempre será el galleguito Sojo. Y encárguese cada uno de nosotros de darle una paliza, si lo tiene a mano, que yo, por mi parte, he hecho ese compromiso y lo cumpliré!

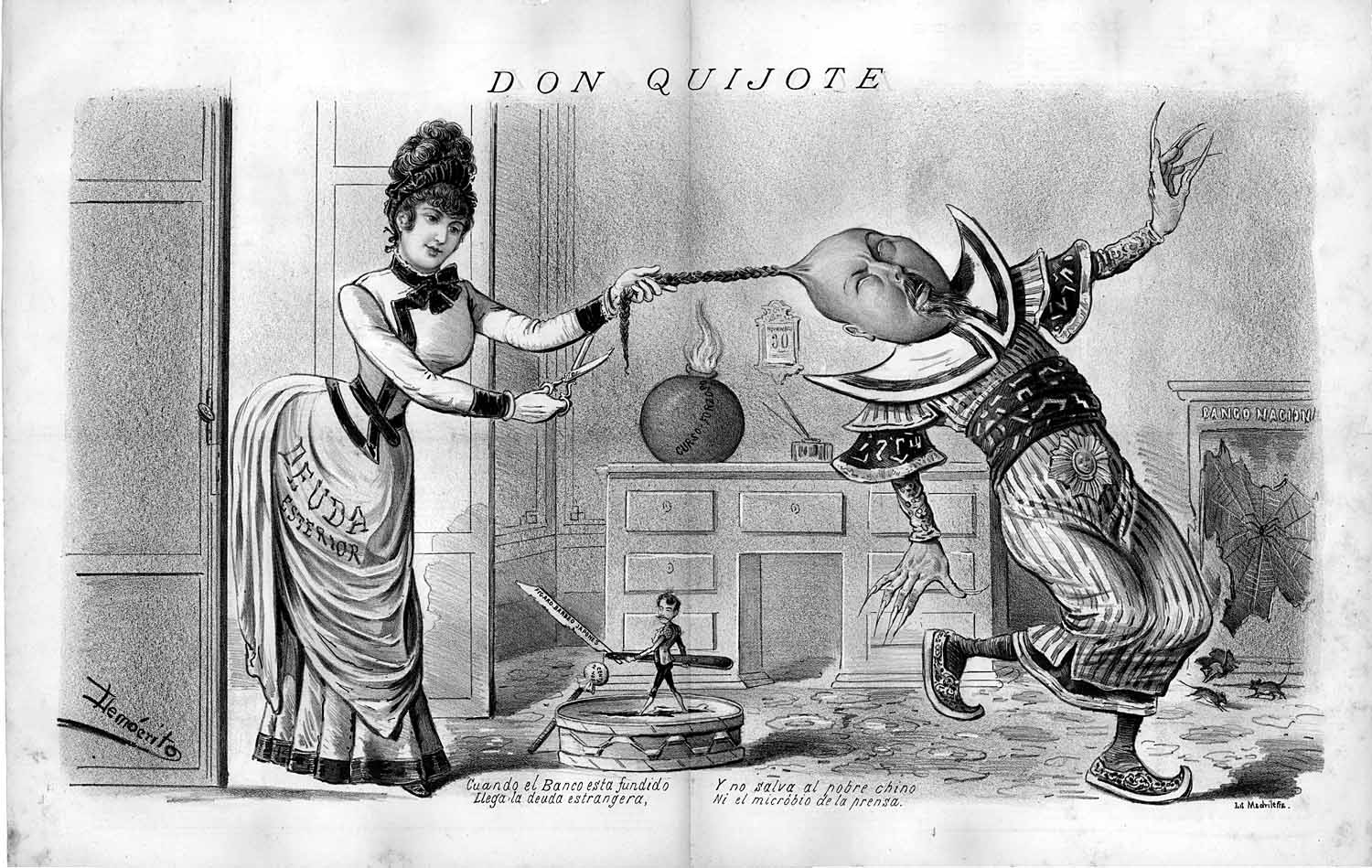
Ilustración satírica en el Don Quijote argentino (noviembre de 1884).

En 1885, Sojo fue el responsable de la revista Don Quijote en Buenos Aires, cuya representación, prohibida en la capital argentina, tuvo lugar en el pueblo vecino de San José de Flores. En esta pieza combinaba elementos característicos de la zarzuela española con otros propios de la Argentina, para criticar al gobierno de Roca. En 1890 se produjo en Argentina la Revolución del Parque, que supuso la caída del gobierno de Juárez Celman, de la que se considera que fue partícipe Sojo a través de Don Quijote.
Regresó a España para fundar una publicación homónima; el Don Quijote español apareció en enero de 1892 y seguiría contando con ilustraciones realizadas por Demócrito. Falleció en Madrid a comienzos de 1908, el día 20 de febrero. Sus últimos años padeció un «cáncer á la lengua», que al parecer lo había desfigurado. La periodista Consuelo Álvarez Pool le consideraba feminista.

## Fallo Sojo, Eduardo c. Cámara de Diputados de la Nación
Este fallo constituye el primer precedente relativo al control de constitucionalidad en Argentina. En el mismo se analiza si la Corte Suprema está facultada para conocer originaria y exclusivamente en sí misma o si dicho conocimiento corresponde a un tribunal inferior.
El 4 de septiembre de 1887 Eduardo Sojo, ya en ese entonces redactor del periódico Don Quijote, es puesto en prisión por orden de la Cámara de Diputados de la Nación hasta el término del periodo de sesiones por la publicación sus caricaturas satíricas. 
Sojo interpuso una acción de habeas corpus ante la Suprema Corte, fundando la competencia de la misma para entender en esta cuestión en el art. 20 de la ley 48 (actualmente derogado) sobre jurisdicción y competencia de los tribunales nacionales.
La Corte se pronuncia indicando que no tiene jurisdicción originaria para conocer en recursos de habeas corpus interpuestos por particulares salvo que el individuo arrestado fuera embajador, ministro o cónsul extranjero; o el arresto hubiese sido decretado por tribunal o juez de cuyos autos le correspondiese entender por apelación. Por lo tanto, no corresponde reconocer al mandamiento de prisión dictado por la Cámara de Diputados el carácter de tribunal a los fines que la Suprema Corte entienda en el recurso de habeas corpus interpuesto contra el mismo, pues ello sería repugnante a la independencia de los poderes legislativo y judicial, y otros principios del orden constitucional. Se declara finalmente que la Corte "no tiene jurisdicción originaria en la presente causa, debiendo el recurrente ocurrir donde corresponda”.

## Ilustraciones
El Museo del Dibujo y la Ilustración, de Buenos Aires, tiene en su colección distintas ilustraciones de Sojo en Don Quijote, algunas de ellas litografías en color.

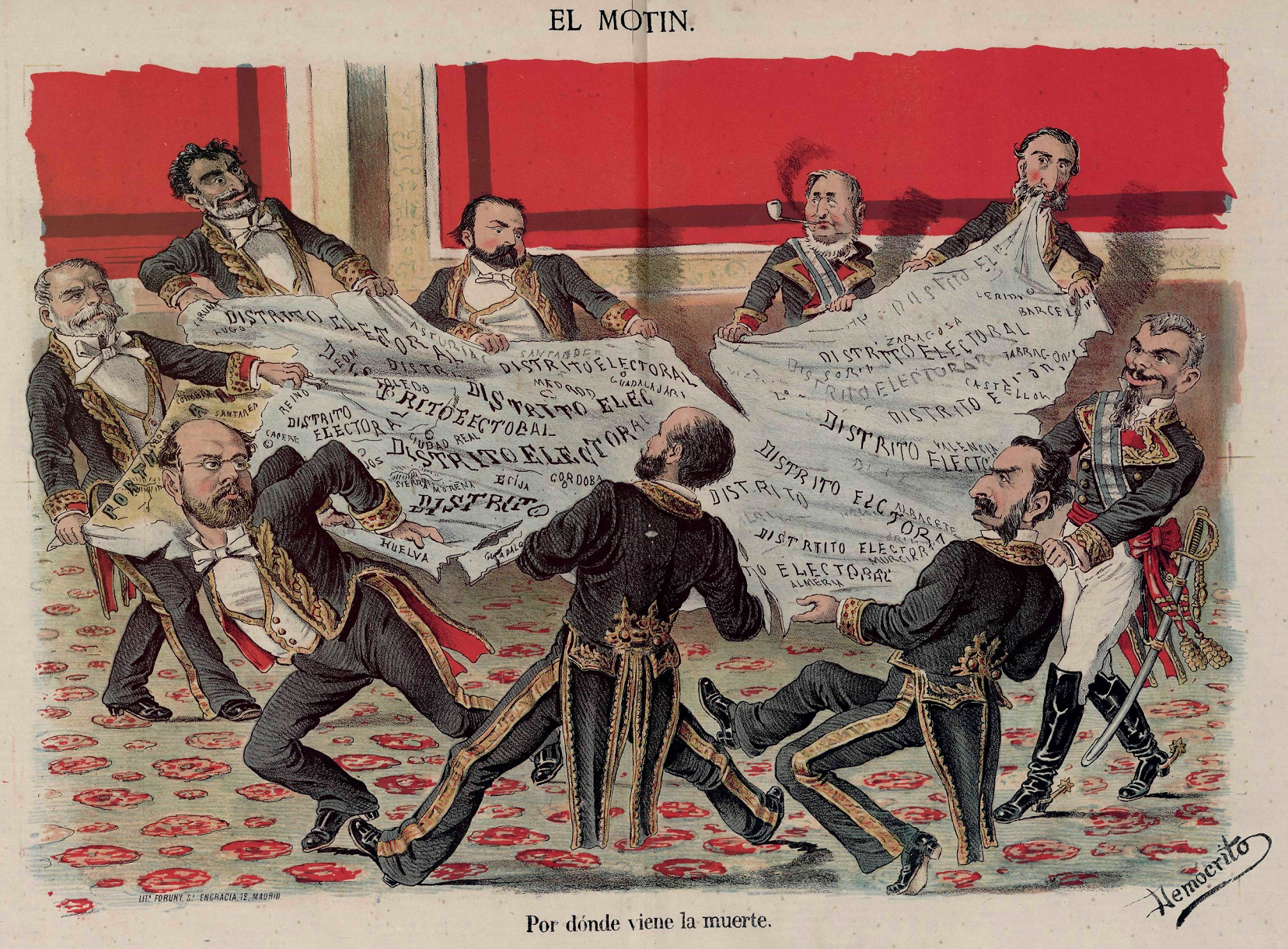
Por dónde viene la muerte, El Motín, abril de 1881.
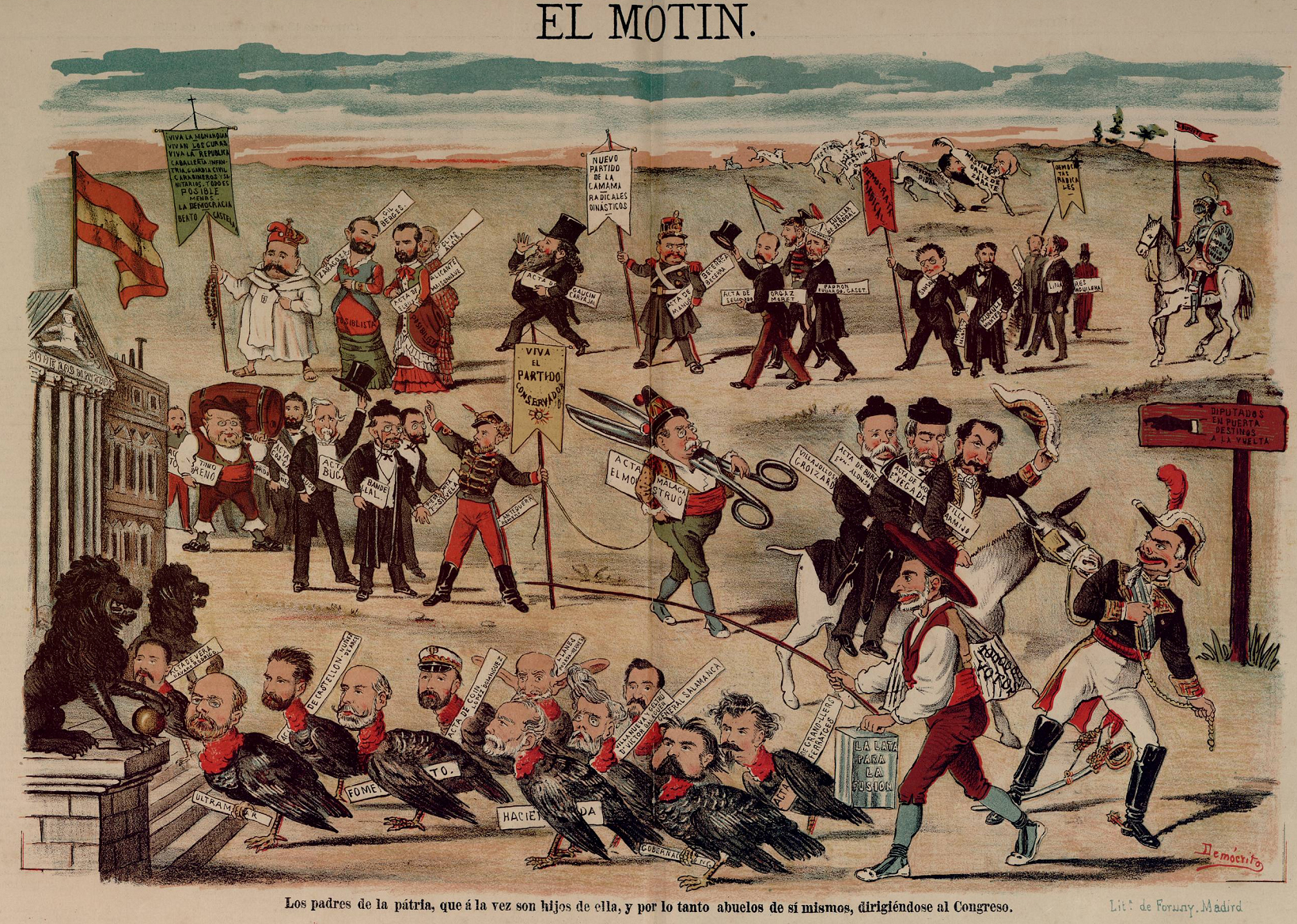
Los padres de la patria, que a la vez son hijos de ella, y por lo tanto abuelos de sí mismos, en El Motín, septiembre de 1881.
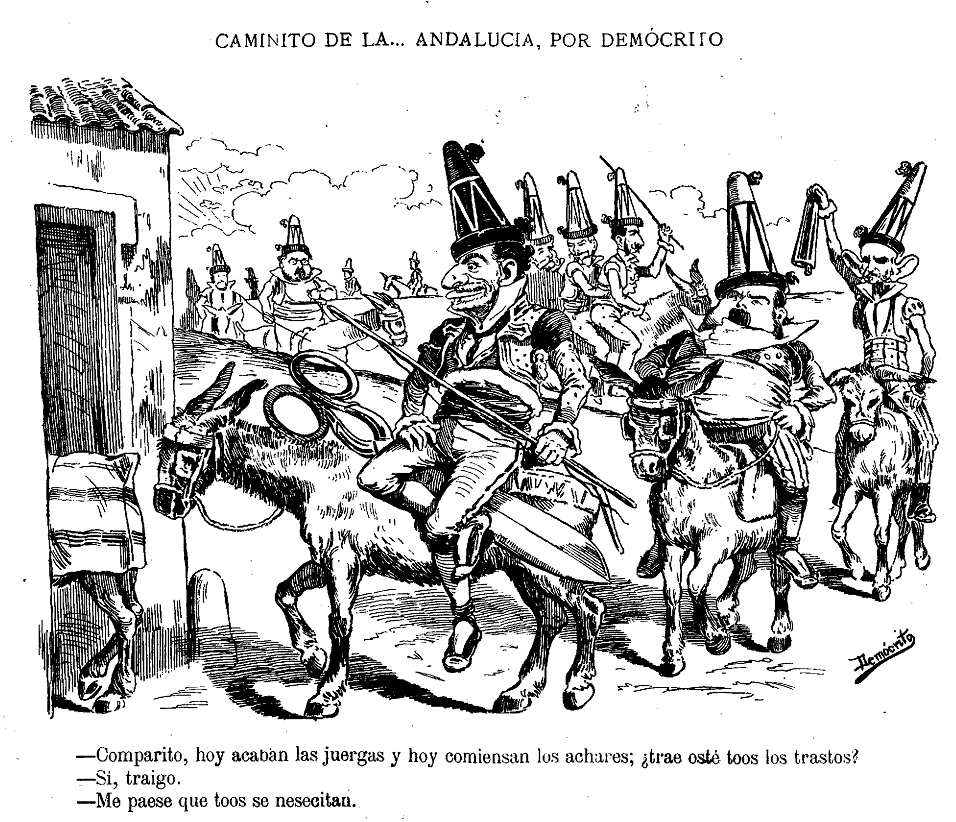
Caminito de la Andalucía, en Gil Blas, marzo de 1882.
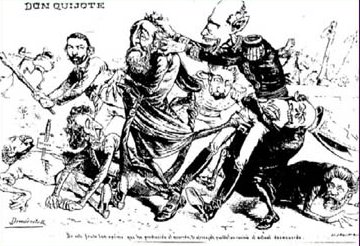
Portada del Don Quijote argentino, 1890.
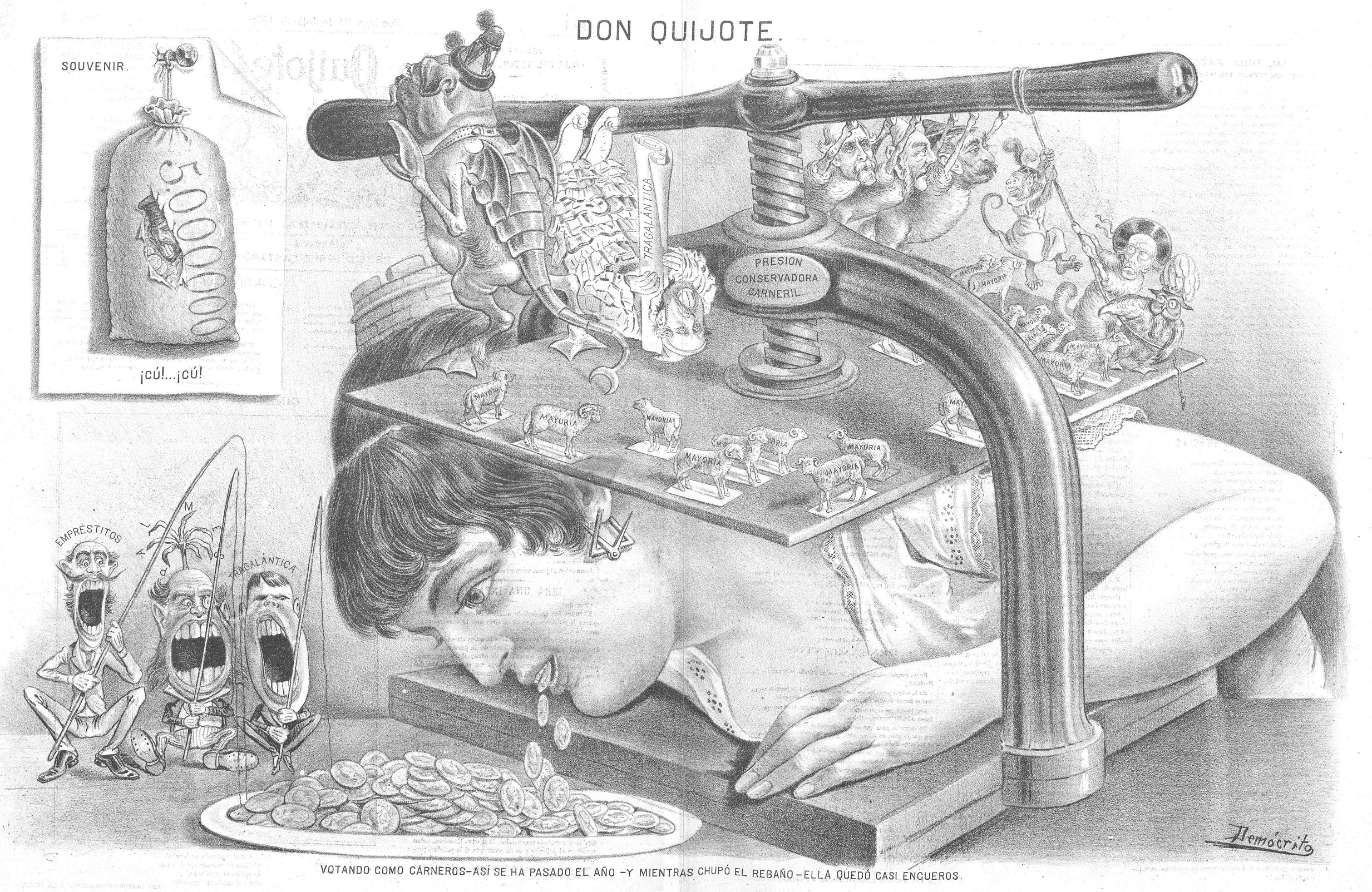
Don Quijote español, julio de 1892.